# Kamakura (jeu)
Kamakura est un jeu de Michael Mills inspiré de Diplomatie, édité en anglais par West End Games en 1982. Le jeu n’a jamais été édité en français.
Le jeu se déroule à l’époque féodale japonaise et tire son nom de l’époque de Kamakura et de la ville historiquement importante de Kamakura.
Les principales différences avec le jeu Diplomatie sont les suivantes :
- un jeu conçu pour deux à six joueurs au lieu de sept ;
- chaque territoire neutre occupé par une garnison en début de partie ;
- la fusion possible entre deux unités de force une pour créer une unité de force deux et la scission en deux d’une unité de force deux pour créer deux unités de force une ;
- la transformation possible d’une armée terrestre en flotte ;
- trois saisons de mouvements au lieu de deux avant la phase d’ajustements ;
- des options de jeu aléatoires (tremblement de terre, typhon, famine…).

Il existe d’autres variantes commercialisées du jeu Diplomatie :
- Machiavelli ;
- Colonial Diplomacy ;
- Hundred ;
- Ard-Rí ;
- Classical.